# Edward A. Carter Jr.
Edward Allen Carter Jr. (ur. 26 maja 1916 w Los Angeles, zm. 30 stycznia 1963 tamże) – sierżant sztabowy US Army. Był jednym z siedmiu afroamerykańskich żołnierzy, którzy zostali nagrodzeni Medalem Honoru w dniu 13 stycznia 1997 roku przez prezydenta Billa Clintona. Żołnierz Brygady im. Abrahama Lincolna w czasie hiszpańskiej wojny domowej.

## Życiorys
Carter urodził się w Los Angeles w Kalifornii w 1916 roku. Był synem misjonarzy, ojciec z pochodzenia był czarnoskórym Amerykaninem, matka pochodziła z Indii. Dorastał w Indiach, następnie jego rodzina przeniosła się do Szanghaju w Chinach. Podczas pobytu w Szanghaju, Carter uciekł z domu i wstąpił do armii Chińskiej Armii Narodowej walczącej przeciwko japońskiej inwazji. Musiał jednak opuścić armię ze względu na to że nie ukończył jeszcze 18 roku życia. W końcu dotarł do Europy i przyłączył się do Brygady im. Abrahama Lincolna, która była jedną z Brygad Międzynarodowych wspierających legalny rząd Hiszpanii w walce z reżimem generała Franco w czasie hiszpańskiej wojny domowej.
Carter przystąpił do wojska amerykańskiego 26 września 1941 roku. W niecały rok, awansował na stopień sierżanta. Był członkiem Seventh Army Infantry Company Number 1 (tymczasowo), 56 Batalionu Piechoty i 12 Dywizji Pancernej niedaleko Spira w Niemczech. Brał udział w bitwie o Ardeny, które miało miejsce w zimie 1944-1945. W dniu 23 marca 1945 roku, Carter, gdy zbiornik czołgu którym jechał został trafiony przez ogień wyrzutni rakiet, wyciągnął z niego trzech towarzyszy broni. Podczas tej akcji Carter został ranny pięcioma kulami. Rannych żołnierzy otoczyło ośmiu niemieckich żołnierzy, Carter zabił sześciu a pozostałych dwóch użył jako żywe tarcze. Pojmani Niemcy ujawnili ważne informacje o pozycjach wojsk niemieckich w regionie.
Zmarł w 1963 roku. Pośmiertnie otrzymał Medal Honoru w 1997 roku.

## Odznaczenia
- Medal Honoru
- Brązowa Gwiazda
- Purpurowe Serce
- Medal za Dobre Zachowanie
- American Defense Service Medal
- Medal Kampanii Europy-Afryki-Bliskiego Wschodu
- Medal Zwycięstwa w II Wojnie Światowej
- Combat Infantryman Badge

Na jego cześć, jego imieniem został nazwany jeden z okrętów floty USA „MV SSG EDWARD A. CARTER, JR. (T-AK 4544)”.